# Philipp Reinhard (Hanau-Münzenberg)

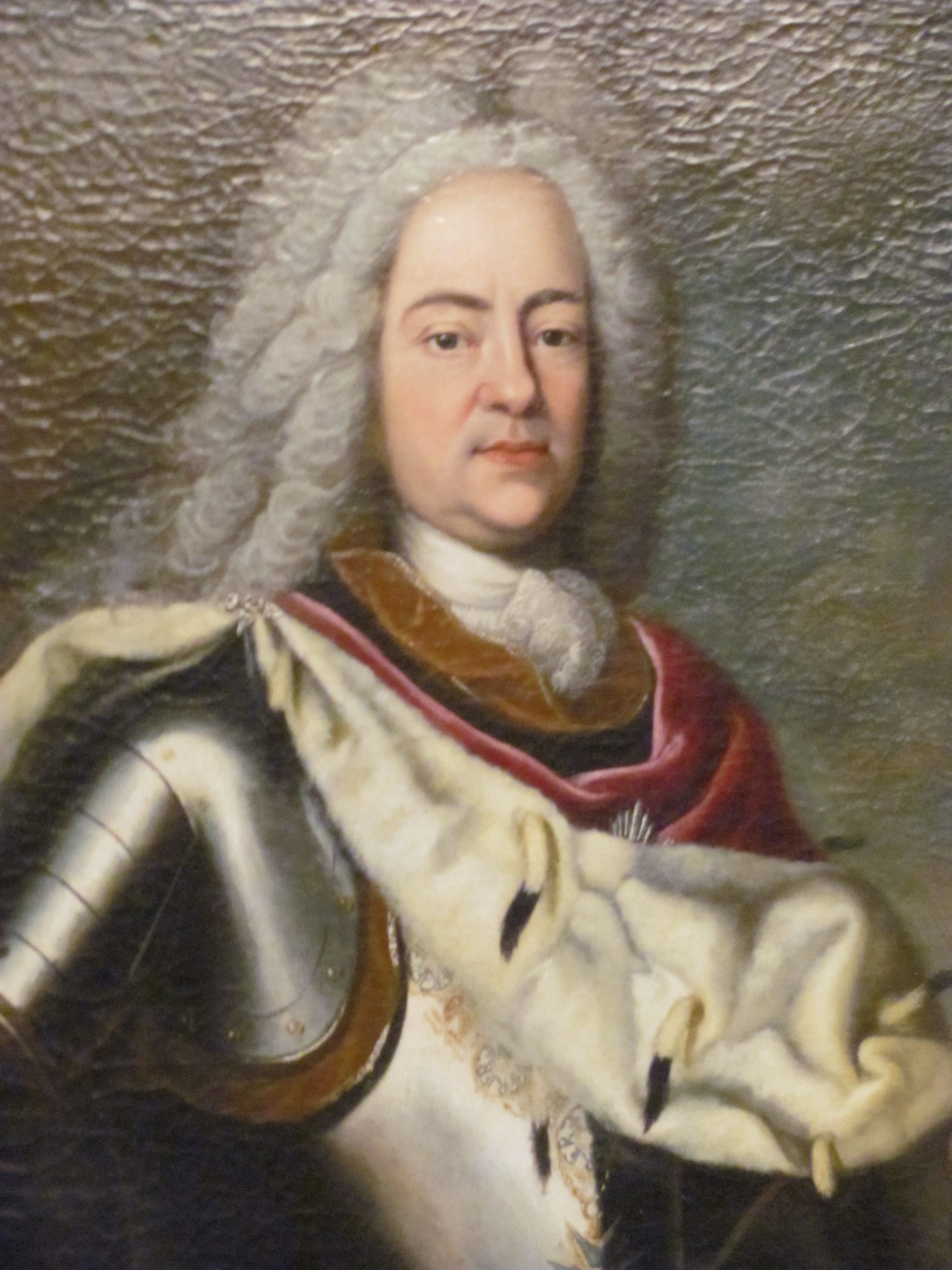
Graf Philipp Reinhard von Hanau-Münzenberg

Philipp Reinhard von Hanau (* 2. August 1664 in Bischofsheim am hohen Steg; † 4. Oktober 1712 auf Schloss Philippsruhe) regierte von 1680 bis 1712 in der Grafschaft Hanau-Münzenberg.

## Kindheit und Jugend
Philipp Reinhard wurde 1664 in Bischofsheim am hohen Steg (heute: Rheinbischofsheim) als Kind von Johann Reinhard II. von Hanau-Lichtenberg und der Pfalzgräfin Anna Magdalena von Pfalz-Zweibrücken-Birkenfeld geboren. Sein Vater verstarb schon 1666. Die Vormundschaft für ihn und seinen jüngeren Bruder übernahmen daraufhin die Mutter und sein Onkel, Herzog Christian II. von Pfalz-Zweibrücken-Birkenfeld (1654–1717).
Die Ausbildung erfolgte gemeinsam mit dem jüngeren Bruder, Johann Reinhard III. zunächst in Straßburg. 1678 kamen sie nach Babenhausen, wo damals ihre Mutter residierte. 1679 wurden sie auf Kavalierstour durch die Pfalz, das Elsass, die Schweiz und nach Genf geschickt. 1680 begaben sie sich für ein Jahr nach Savoyen und Turin, 1681 nach Paris, 1683 in die Niederlande und nach England. Anschließend folgte eine Rundreise durch die französische Provinz. Anfang des Jahres 1684 befanden sie sich in Mailand und anschließend zum Karneval in Venedig. Es folgte eine Reise nach Rom (mit Audienzen bei Papst Innozenz XII. und Königin Christine von Schweden), Neapel, Florenz, Modena, Parma und Mantua. 1686 stellten sie sich gemeinsam am kaiserlichen Hof in Wien vor, auf dem Rückweg reisten sie durch Böhmen und nach Dresden an den sächsischen Hof.

## Regierung

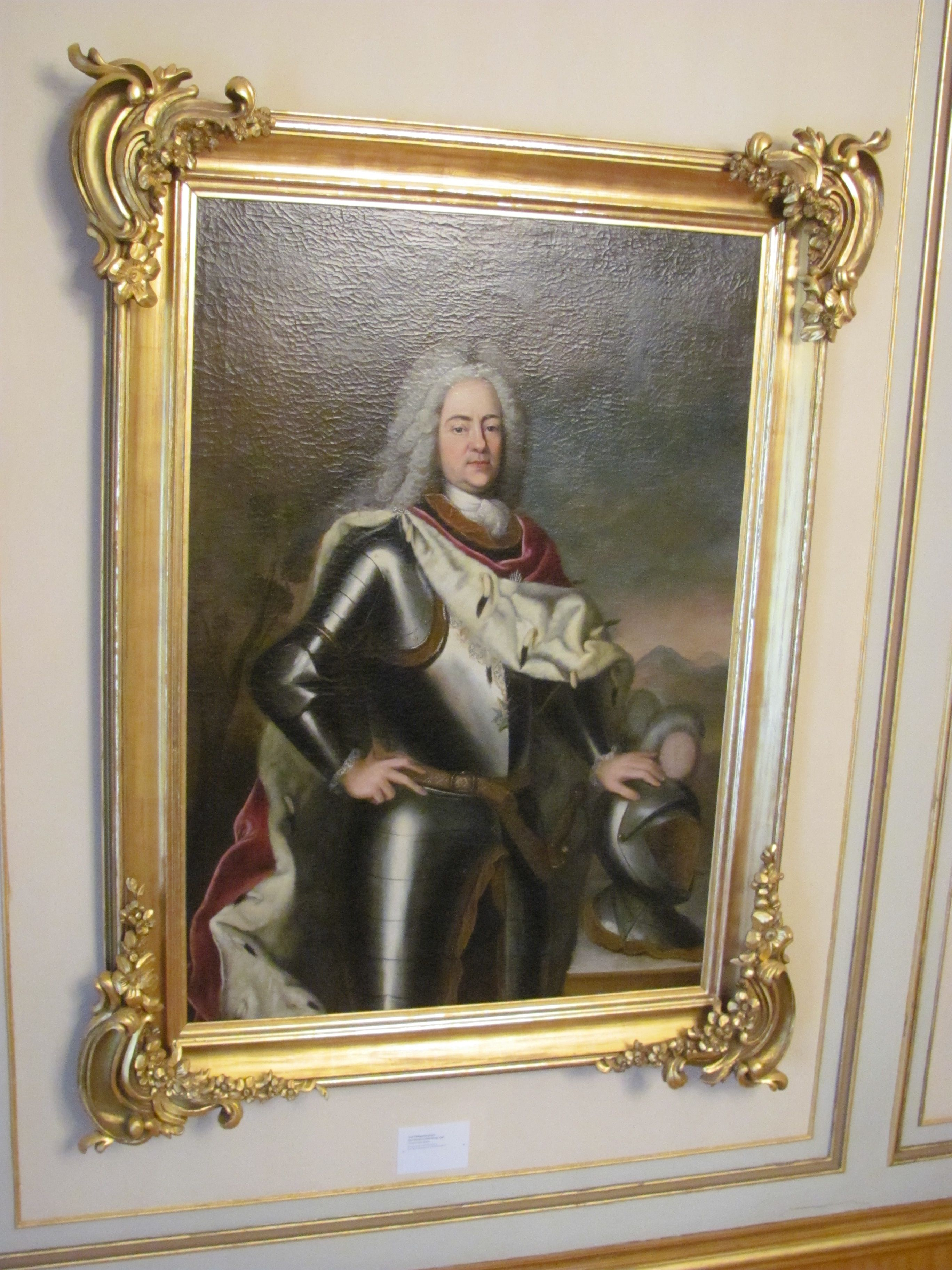
Graf Philipp Reinhard von Hanau

### Politik
Philipp Reinhard gelangte am 24. Mai/3. Juni 1680 im Alter von 16 Jahren in der Grafschaft Hanau-Münzenberg an die Regierung, nachdem die Familie seinen Onkel und Vorgänger in der Regierung, den Grafen Friedrich Casimir nach finanziell ruinösen Eskapaden entmachtet hatte. Da Philipp Reinhard bei seinem Regierungsantritt noch minderjährig war, agierten seine Vormünder. Die Grafschaft Hanau-Lichtenberg übernahm, ebenfalls 1680, sein jüngerer Bruder Johann Reinhard III. Bei dieser Teilung wurde das Amt Babenhausen, endgültig durch einen Vertrag 1691, dem Hanau-Münzenberger Landesteil zugeschlagen. 1687 wurde Johann Reinhard III. volljährig und übernahm selbständig die Regierung. Die Endabrechnung mit Herzog Christian II. von Pfalz-Zweibrücken-Birkenfeld über die Vormundschaft erfolgte 1691.
Philipp Reinhards Regierungszeit war durch eine bedachte Territorial- und Finanzpolitik geprägt, die versuchte, die Schäden des Dreißigjährigen Kriegs und der Regierungszeit seines Vorgängers zu beheben.

#### Außenpolitik
Im Wetterauischen Reichsgrafenkollegium wurde Philipp Reinhard 1692 zum ständigen Direktor gewählt.
1704 erhielt Philipp Reinhard den Schwarzen Adlerorden von König Friedrich I. von Preußen; die Investitur fand erst 1710 statt, wozu er nach Berlin reiste. 1711 empfing er Kaiser Karl VI. in Hanau auf dessen Durchreise nach Frankfurt am Main zur Krönung.
Die Bemühungen in territorialpolitischer Hinsicht zeitigten wenig Erfolg. Vor allem war der Landgraf von Hessen-Kassel nicht gewillt, die an ihn verpfändeten Hanauer Gebiete, das Amt Schwarzenfels und die Kellerei mit der Naumburg, wieder herauszugeben. Jedoch wurden kleinere Pfandschaften eingelöst, so das Kloster Konradsdorf. Es kam zu einem arrondierenden Gebietsaustausch mit Isenburg, bei dem Philipp Reinhard Teile von Hain in der Dreieich gegen Anteile von Dudenhofen eintauschte. Auch kaufte er den Gronauer Hof, der vormals zum Kloster Ilbenstadt gehört hatte.

#### Innenpolitik
Erneut kam es unter seiner Regierung, wie schon 100 Jahre zuvor unter Graf Philipp Ludwig II., zur Einwanderung von Glaubensflüchtlingen, vor allem nachdem Ludwig XIV. 1685 das Edikt von Nantes annulliert hatte und nach den Waldenser-Verfolgungen in Savoyen. Die Aufnahme der Flüchtlinge stellte zwar auch einen humanitären Akt dar, diente aber vorrangig auch dazu, die wirtschaftliche Position der Grafschaft zu stärken. Die Waldenser blieben allerdings nur vorübergehend in Hanau.

### Erhebung in den Fürstenstand
In der älteren Literatur wird wiederholt behauptet, dass Philipp Reinhard die Fürstenwürde erlangt habe. Dies trifft jedoch nicht zu. In den archivalischen Unterlagen, weder denen Hanauer Provenienz im Hessischen Staatsarchiv Marburg noch in denen des Österreichischen Haus-, Hof- und Staatsarchivs in Wien, gibt es Unterlagen darüber, weder über den eigentlichen Verleihungsakt noch über damit verbundene Zahlungen. Zwar strebte Philipp Reinhard diesen Titel nachweislich an, führte ihn jedoch nie; das wäre, hätten entsprechende Mühen und Aufwendungen sich ausgezahlt, ein höchst eigenartiges Verhalten gewesen.

### Kultur

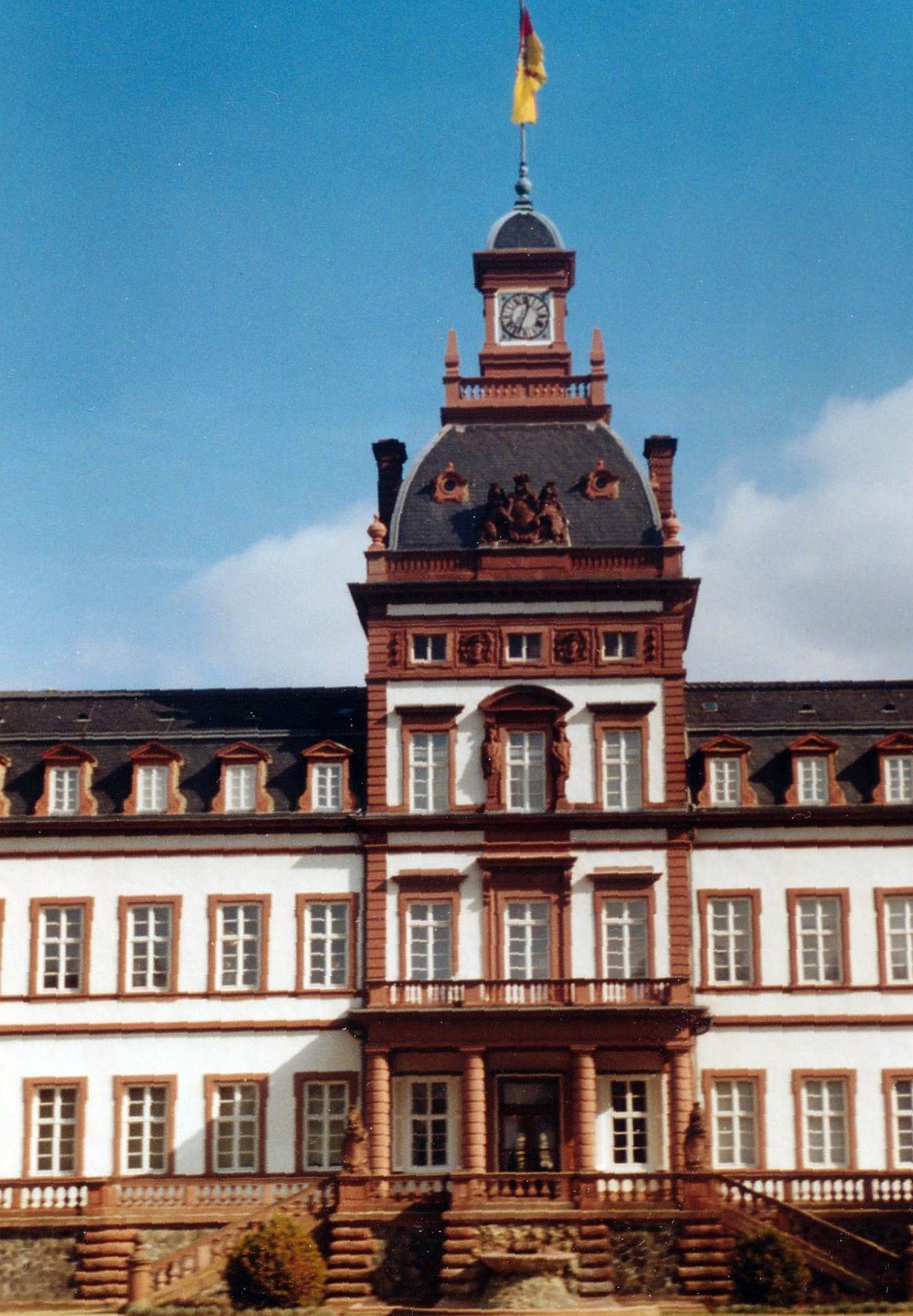
Schloss Philippsruhe

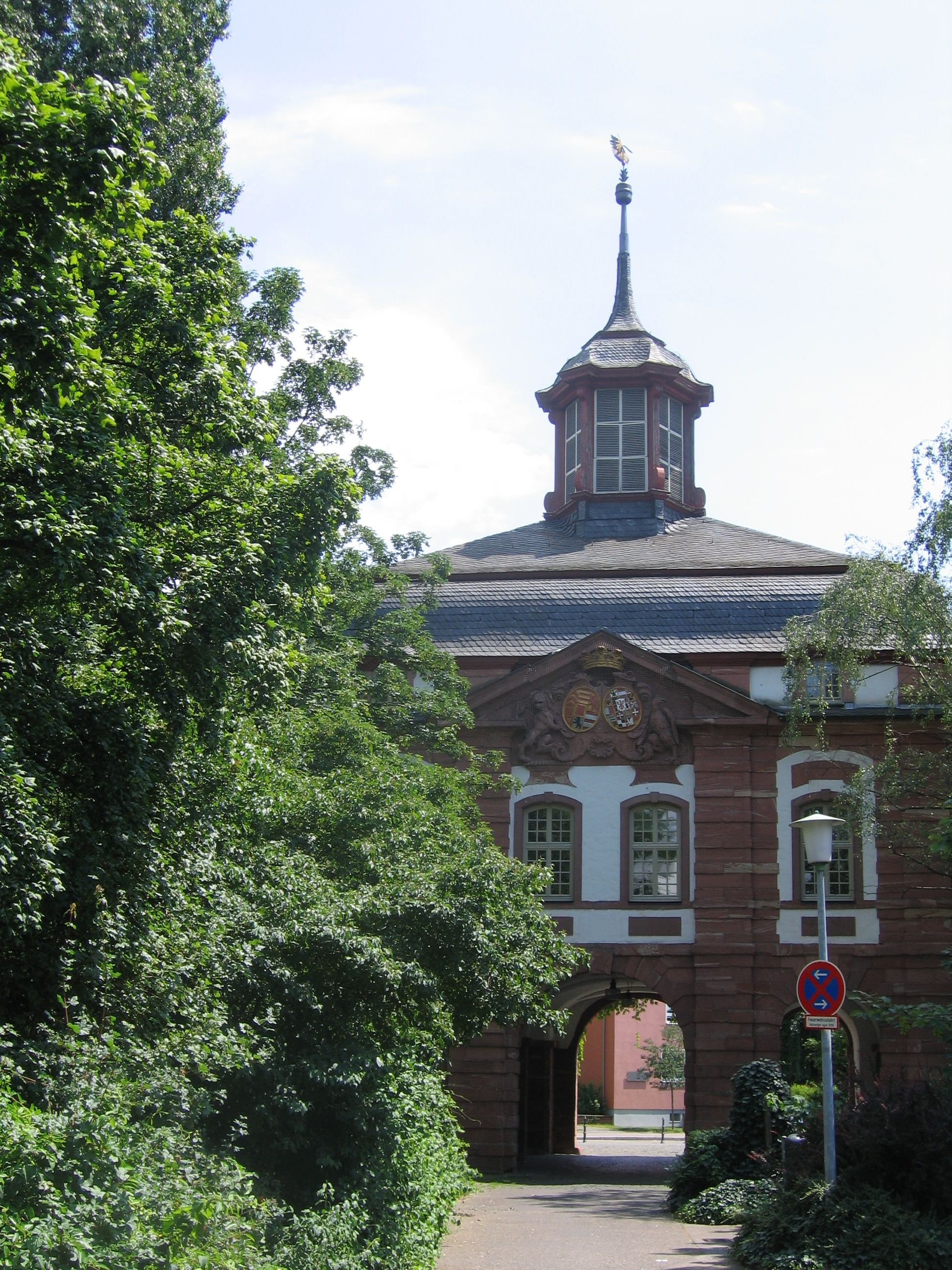
Frankfurter Tor, Westseite

Philipp Reinhard begann 1701 mit dem Bau eines neuen Sommerschlosses im Westen, vor den Toren seiner Residenzstadt Hanau, in der Gemarkung des Dorfes Kesselstadt, dem nach ihm benannten Schloss Philippsruhe. Auch der Baubeginn des neuen Marstalls des Stadtschlosses in Hanau (später: Stadthalle Hanau, heute: zum Congress Park Hanau), fiel noch in seine Regierungszeit, 1712. Ein Gebäude, das er begann und vollenden konnte, war das Kanzleigebäude gegenüber dem Hanauer Stadtschloss, das bis vor wenigen Jahren die Stadtbibliothek beherbergt hat.

## Familie
Am 17./27. Februar 1689 heiratete Philipp Reinhard seine Cousine Magdalena Claudine (* 16. September 1668; † 28. November 1704), Tochter des Pfalzgrafen Christian II. von Pfalz-Birkenfeld-Bischweiler (* 22. Juni 1637; † 26. April 1717). Die Mitgift betrug 18.000 Gulden. Aus dieser Ehe gingen hervor:
1. Totgeburt (1691), bestattet in der Gruft der Lutherischen Kirche (heute: Alte Johanneskirche) in Hanau[1];
2. Totgeburt (1693);
3. Magdalene Katharine von Hanau (* 6/16. Juni 1695; † 9/19. Dezember 1695), bestattet in der Gruft der Lutherischen Kirche in Hanau.[2]

Philipp Reinhard verlobte sich nach dem Tod seiner ersten Frau mit Elisabeth Louise Christine von Bechtoldsheim, genannt von Mauchenheim, einer Hofdame seiner ersten Frau, die er nach einer angestrebten Standeserhöhung heiraten wollte. Dies wurde aber sowohl von der Familie des Grafen als auch von herangezogenen Räten als standeswidrig abgelehnt, woraufhin die Verlobung gelöst und die Dame mit Geld abgefunden wurde.
Am 26. Dezember 1705 heiratete Philipp Reinhard Charlotte Wilhelmine (* 4./14. Juni 1685; † 5. April 1767), Tochter des Herzogs Johann Ernst von Sachsen-Saalfeld. Die Mitgift betrug ebenfalls 18.000 Gulden. Diese zweite Ehe blieb kinderlos.

## Tod
Philipp Reinhard starb am 4. Oktober 1712 in Schloss Philippsruhe. Beigesetzt wurde er in der Familiengruft in der lutherischen Kirche (heute: Johanneskirche) in Hanau. Die Leichenpredigt in der Reformierten Kirche hielt Friedrich Grimm. Die Gruft wurde in den Bombenangriffen des Zweiten Weltkriegs zerstört. Seine zweite Frau, Charlotte Wilhelmine, überlebte ihn um 55 Jahre.
Beerbt wurde er von seinem jüngeren Bruder, Johann Reinhard III., der bis dahin die Grafschaft Hanau-Lichtenberg regiert hatte. Unter ihm wurden die beiden Hanauer Grafschaften zum letzten Mal in einer Hand vereinigt.

## Vorfahren
| Ahnentafel Graf Philipp Reinhard von Hanau | Ahnentafel Graf Philipp Reinhard von Hanau                                                                              | Ahnentafel Graf Philipp Reinhard von Hanau                                                                              | Ahnentafel Graf Philipp Reinhard von Hanau                                                                              | Ahnentafel Graf Philipp Reinhard von Hanau                                                                              | Ahnentafel Graf Philipp Reinhard von Hanau | Ahnentafel Graf Philipp Reinhard von Hanau |
| ------------------------------------------ | --- | --- | --- | --- | ------------------------------------------ | ------------------------------------------ |
| Urgroßeltern                               | Johann Reinhard I. von Hanau-Lichtenberg (* 1569; † 1625) ⚭ Marie Elisabeth von Hohenlohe-Neuenstein (* 1576; † 1605)   | Ludwig Eberhard von Öttingen-Öttingen (* 1577; † 1634) ⚭ Margarethe von Erbach (* 1576; † 1636)                         | Karl I. von Pfalz-Birkenfeld (* 1560; † 1600) ⚭ Dorothea von Braunschweig-Lüneburg (* 1570; † 1649)                     | Johann II. von Pfalz-Zweibrücken (* 1578; † 1607) ⚭ Katharina von Rohan (* 1578; † 1607)                                |                                            |                                            |
| Großeltern                                 | Philipp Wolfgang von Hanau-Lichtenberg (* 1595; † 1641) ⚭ Johanna von Öttingen-Öttingen (* 1602; † 1639)                | Philipp Wolfgang von Hanau-Lichtenberg (* 1595; † 1641) ⚭ Johanna von Öttingen-Öttingen (* 1602; † 1639)                | Christian I. von Birkenfeld-Bischweiler (* 1598; † 1654) ⚭ Magdalena Katharina von Pfalz-Zweibrücken (* 1607; † 1648)   | Christian I. von Birkenfeld-Bischweiler (* 1598; † 1654) ⚭ Magdalena Katharina von Pfalz-Zweibrücken (* 1607; † 1648)   |                                            |                                            |
| Eltern                                     | Johann Reinhard II. von Hanau-Lichtenberg (* 1628; † 1666) ⚭ Anna Magdalena von Birkenfeld-Bischweiler (* 1640; † 1693) | Johann Reinhard II. von Hanau-Lichtenberg (* 1628; † 1666) ⚭ Anna Magdalena von Birkenfeld-Bischweiler (* 1640; † 1693) | Johann Reinhard II. von Hanau-Lichtenberg (* 1628; † 1666) ⚭ Anna Magdalena von Birkenfeld-Bischweiler (* 1640; † 1693) | Johann Reinhard II. von Hanau-Lichtenberg (* 1628; † 1666) ⚭ Anna Magdalena von Birkenfeld-Bischweiler (* 1640; † 1693) |                                            |                                            |
| Philipp Reinhard                           | | | | |                                            |                                            |

Zur Familie vgl. Hauptartikel: Hanau (Adelsgeschlecht)